# Stereomyrmex

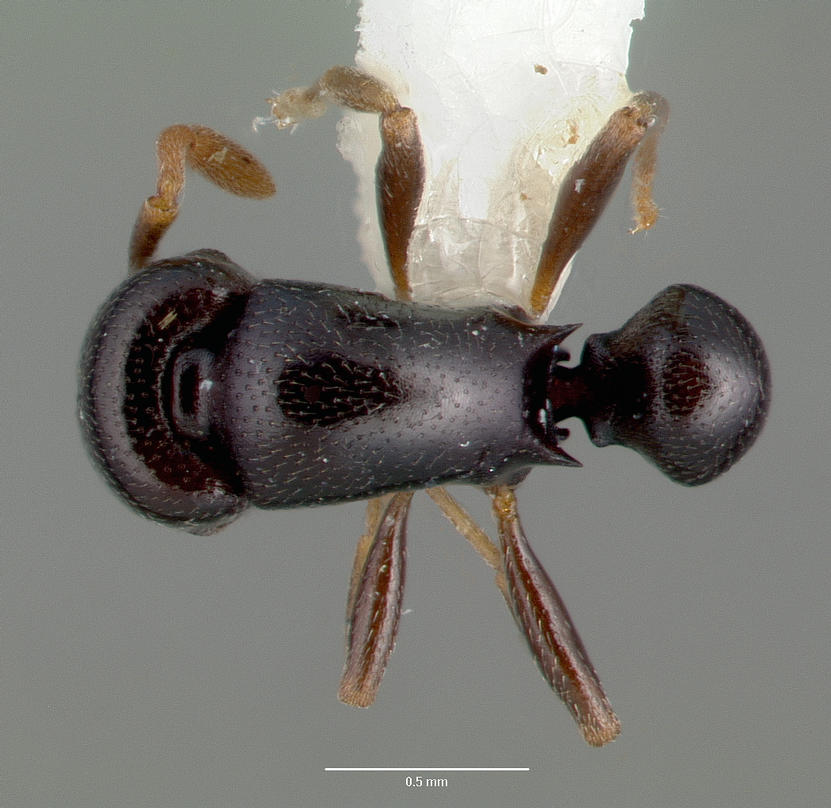
Муравьи Stereomyrmex dispar

Stereomyrmex dispar

Stereomyrmex Emery, 1901 — род мелких муравьёв (Formicidae) из подсемейства Myrmicinae.

## Распространение
Австралия, Океания, Шри-Ланка.

## Описание
Редкие и мелкие муравьи (длина около 3 мм). Чёрного (Stereomyrmex dispar) или жёлтого (Stereomyrmex horni) цвета тело с жёлто-бурыми ногами и усиками. Представители рода внешне сходны с муравьями родов Leptothorax, Cardiocondyla и являются сестринским таксоном к Romblonella.

## Систематика
Около 3 видов. Род относится к трибе Formicoxenini. Вид Stereomyrmex dispar (Wheeler, 1934) первоначально был описан в отдельном роде Willowsiella Wheeler,  1934, названном в честь Maurice Willows Jr., собравшего единственный экземпляр вида S. dispar. Также единственный экземпляр вида S. anderseni был собран A.N. Andersen. Вид S. horni был впервые найден W. Horn. Синонимизация Willowsiella сделана в 2003 году (Bolton, 2003: 252).
- Stereomyrmex anderseni (Taylor, 1991) — Австралия
- Stereomyrmex dispar (Wheeler, 1934) — Bellona, Соломоновы острова
- Stereomyrmex horni Emery, 1901 typus — Шри-Ланка